# Walter Żelazny
Walter Janusz Żelazny (ur. 8 sierpnia 1950 w Rzeszowie) – polski socjolog, doktor habilitowany nauk humanistycznych, nauczyciel akademicki Uniwersytetu w Białymstoku, były rektor Wyższej Szkoły Społeczno-Gospodarczej w Tyczynie.

## Życiorys
Ukończył językoznawstwo na Uniwersytecie Nancy II i studium doktoranckie z geografii społecznej na Uniwersytecie w Metzu. 23 lutego 1999 uzyskał stopień naukowy doktora nauk humanistycznych w zakresie socjologii (w specjalnościach: socjologia grup etnicznych i socjologia polityki) na Wydziale Nauk Społecznych Uniwersytetu Śląskiego w Katowicach, na podstawie pracy Mniejszości narodowe Francji. Problemowa monografia socjologiczna. 12 grudnia 2005 uzyskał stopień doktora habilitowanego (w specjalności socjologia narodu) na Wydziale Nauk Społecznych Uniwersytetu im. Adama Mickiewicza w Poznaniu, na podstawie pracy Etniczność – ład, konflikt, sprawiedliwość. Był profesorem na Wydziale Socjologiczno-Politologicznym Wyższej Szkoły Społeczno-Gospodarczej w Tyczynie, a także profesorem nadzwyczajnym w Katedrze Kulturoznawstwa i Filozofii Akademii Górniczo-Hutniczej w Krakowie oraz profesorem nadzwyczajnym w Katedrze Nauk Społecznych Wyższej Szkoły Informatyki i Zarządzania w Rzeszowie. W 2006 został rektorem Wyższej Szkoły Społeczno-Gospodarczej w Tyczynie. Z funkcji tej zrezygnował w lipcu 2007. Był profesorem nadzwyczajnym w Instytucie Socjologii na Wydziale Socjologiczno-Historycznym Uniwersytetu Rzeszowskiego. Profesor nadzwyczajny w Instytucie Socjologii na Wydziale Historyczno-Socjologicznym Uniwersytetu w Białymstoku.
W okresie PRL przez 15 lat był zarejestrowany jako współpracownik SB o pseudonimie „Janusz”.
W wyborach do Parlamentu Europejskiego w 2004 bez powodzenia startował jako bezpartyjny kandydat z listy Unii Wolności w okręgu podkarpackim. Później należał do powstałej w 2005 z przekształcenia UW Partii Demokratycznej – demokraci.pl. Od 2009 do 2012 zasiadał w radzie politycznej tego ugrupowania.